# Laverton (Australia Zachodnia)
Laverton – miasto (town) w Australii, w środkowej części stanu Australia Zachodnia, w hrabstwie Laverton, położone na zachodnim skraju Wielkiej Pustyni Wiktorii. W 2006 roku miasto liczyło 316 mieszkańców.
Pierwszym Europejczykiem, który w 1869 roku dotarł w okolice obecnego miasta był John Forrest – podróżnik i późniejszy premier Australii Zachodniej. W 1896 roku w okolicy odkryto złoto, które zapoczątkowało napływ osadników. W 1904 roku do miasta liczącego wówczas około 3500 mieszkańców dotarła linia kolejowa. W połowie XX wieku miasto zaczęło tracić na znaczeniu, a w 1957 roku zamknięta została ostatnia z większych kopalń złota. W 1969 roku w pobliżu miasta odkryto złoża niklu, którego wydobycie do dziś stanowi podstawę gospodarki Laverton.